# Twin Lakes (Paris, Illinois)
Twin Lakes („Zwillingsseen“) ist der Name zweier miteinander verbundenen Stauseen nördlich der Stadt Paris im Edgar County in Illinois. Sie dienen der städtischen Wasserversorgung und der Naherholung.
Der kleinere westliche See entstand 1895 durch den Aufstau des Sugar Creek und ist heute ungefähr 25 Hektar groß. Als dessen Kapazität nicht mehr ausreichte, errichtete die Stadt um 1916 weiter östlich einen zweiten, ähnlich großen Stausee. Nach einer großen Dürre im Jahr 1954, als der östliche See vollständig und der westliche großteils austrockneten, entschloss man sich zum Bau eines dritten, größeren Staudamms weiter flussabwärts am Sugar Creek. Dieser 1961 fertiggestellte Third Lake Dam genannte Erddamm ist 11,9 m hoch bei 326 m Länge. Er erhöhte Speichervolumen und Fläche des östlichen Twin Lakes beträchtlich. Zusammen bilden die Twin Lakes bei Normalstau (201 m NN) eine einzige, 90 bis 95 ha große Wasserfläche.
Die Twin Lakes sind das älteste und wichtigste Erholungsgebiet der Stadt Paris. Die Errichtung des Twin-Lakes-Parks begann schon Ende des 19. Jahrhunderts. Der Park bietet unter anderem Picknickbereiche, Minigolf- und Baseballplätze sowie einen Bootsverleih.